# Cot Leubueadang
Cot Leubueadang är en kulle i Indonesien.   Den ligger i provinsen Aceh, i den västra delen av landet, 1 800 km nordväst om huvudstaden Jakarta. Toppen på Cot Leubueadang är 213 meter över havet.
Terrängen runt Cot Leubueadang är kuperad åt sydväst, men åt nordost är den platt.Runt Cot Leubueadang är det ganska tätbefolkat, med 96 invånare per kvadratkilometer. I omgivningarna runt Cot Leubueadang växer i huvudsak städsegrön lövskog.